# Остров Ним
«Остров Ним» (англ. Nim's Island) — американский приключенческий кинофильм 2008 года. Вышел на экраны в Австралии 3 апреля, а в США — 4 апреля 2008 года. В первые выходные показа в США собрал $ 13 210 579. Фильм снят по мотивам романа Венди Орр (Wendy Orr) «Остров Ним», изданного в 2002 году.
Премьера в России состоялась 1 мая 2008 года. 15 марта 2013 года состоялась премьера сиквела «Возвращение на остров Ним».

## Сюжет
11-летняя девочка Ним живёт с отцом-океанологом Джеком Руссо на безлюдном тропическом острове в Тихом океане. Она катается на яхте, ловит рыбу и помогает отцу с научными экспериментами. Отец и дочь счастливы в своем мире и без веских причин никому не сообщают координаты острова. Ним общается по электронной почте с живущей в Сан-Франциско писательницей Александрой Ровер, автором любимых романов девочки. Александра страдает агорафобией, не покидает дом, хотя герой ее произведений Алекс Ровер отважный путешественник.
Однажды Джек отплывает с острова для проведения эксперимента на два дня, и Ним остается одна. Джек попадает в шторм и не возвращается вовремя. Тогда девочка его ищет помощи своих друзей — морского льва Селки, бородатой агамы Фреда, черепахи Чики. Ним серьезно поранила ногу и в отчаянии обращается к писательнице. Александра, собрав всю волю, впервые за многие годы, выбирается за порог дома и отправляется по указанным координатам, в район островов Кука. В нелегком путешествии на самолете, вертолете и моторной лодке писательницу мысленно сопровождает герой ее романов Алекс Ровер в образе Джека Руссо.
Тем временем остров посещает прогулочное судно, которое высаживает группу туристов. Представителям туркомпании очень понравилась место, и они собираются превратить его в популярное место отдыха. Ним, несмотря на проблемы, не открывается приезжим и, наоборот, предпринимает действия, чтобы отвадить туристов-пиратов от острова. Она имитирует извержение в кратере небольшого вулкана, однако, случайно, провоцирует начало настоящего извержения. Туристы в панике покидают остров. На следующий день Александра, преодолев трудности, добирается до цели путешествия. Ним не слишком привыкшая к общению с посторонними, постепенно находит общий язык. На пятый день Джек, починив течь на яхте, возвращается на остров. Он находит дочь и гостью Александру. Начинается новый этап жизни.

## Географическое положение
Остров Ним — выдуманный географический объект. Согласно координатам, которые несколько раз сообщаются в фильме, — 20° ю. ш. 162° з. д. — он должен находиться в акватории южной группы островов Кука, примерно в 267 километрах на северо-запад от крупнейшего из них — острова Раротонга.
Точно так же не существует в этой акватории и острова Тувалу, к которому Алекс Ровер плывёт на моторной лодке из Раротонги. Тем не менее, как географический объект Тувалу существует — это группа островов и атоллов, находящихся более чем в 2650 километрах на северо-запад от Раротонги.

## В ролях
- Эбигейл Бреслин — Ним Русоу[3]
- Джоди Фостер — писательница Александра Ровер[3]
- Джерард Батлер — Джек Русоу / Алекс Ровер[4][5]
- Энтони Симко — старший помощник капитана
- Альфонсо Маколи — Расселл
- Морган Гриффин — Элис
- Майкл Кармен — капитан